# Rumia (gmina)
Rumia (pocz. Rumja) – dawna gmina wiejska istniejąca w latach 1934–1954 w woj. pomorskim/gdańskim (dzisiejsze woj. pomorskie). Siedzibą władz gminy była Rumia (wówczas wieś).
Gmina zbiorowa Rumja (sic) została utworzona 1 sierpnia 1934 roku w powiecie morskim w woj. pomorskim (II RP) z dotychczasowych jednostkowych gmin wiejskich: Rumja (główna część), Zagórze (główna część), Kazimierz (część) i Łężyce (część) oraz z części obszarów dworskich Chylonja i Gniewowo.
Po wojnie (7 kwietnia 1945 roku) gmina wraz z całym powiatem morskim weszła w skład nowo utworzonego woj. gdańskiego. 1 lipca 1951 roku zmieniono nazwę powiatu morskiego na wejherowski. Według stanu z dnia 1 lipca 1952 roku gmina składała się z zaledwie 2 gromad: Rumia i Zagórze. Gmina została zniesiona 29 września 1954 roku wraz z reformą wprowadzającą gromady w miejsce gmin. 13 listopada 1954 gromadzie Rumia nadano prawa miejskie.